# Barca (Słowacja)
Barca – wieś (obec) na Słowacji położona w kraju bańskobystrzyckim, w powiecie Rymawska Sobota. Pierwsze wzmianki o miejscowości pochodzą z roku 1334. 
Według danych z dnia 31 grudnia 2012, wieś zamieszkiwały 533 osoby, w tym 256 kobiet i 277 mężczyzn.
W 2001 roku rozkład populacji względem narodowości i przynależności etnicznej wyglądał następująco:
- Słowacy – 4,31%
- Czesi – 0,25%
- Romowie – 9,9%
- Węgrzy – 85,53%

Ze względu na wyznawaną religię struktura mieszkańców kształtowała się w 2001 roku następująco:
- Katolicy rzymscy – 92,39%
- Ewangelicy – 0,25%
- Ateiści – 3,3%
- Nie podano – 0,25%